# Mantas Česnauskis
Mantas Česnauskis (ur. 22 lipca 1981 w Płungianach) – litewski koszykarz, grający na pozycji rozgrywającego lub rzucającego obrońcy, posiadający polskie obywatelstwo, obecnie trener w zespole Grupa Sierleccy-Czarni Słupsk.
W sezonie 2012/2013 zawodnik Stelmetu Zielona Góra. W latach 2006–2012 występował w zespole Energi Czarnych Słupsk. Wystąpił w Meczu Gwiazd PLK 2010 oraz konkursie trójek podczas tego spotkania.
12 czerwca 2010 ożenił się z Kingą Płoskonką, byłą cheerleaderką zespołu Maxi Energa i wystąpił o nadanie mu polskiego obywatelstwa. Zostało mu ono przyznane przez prezydenta Bronisława Komorowskiego 2 listopada 2010.. Aby móc otrzymać polskie obywatelstwo zrzekł się obywatelstwa litewskiego, bowiem litewskie prawo nie zezwala na posiadanie podwójnego obywatelstwa.
24 lipca 2012 podpisał kontrakt ze Stelmetem Zielona Góra. 
19 stycznia 2015 roku klub Śląska Wrocław rozwiązał z nim umowę za porozumieniem stron.
26 lutego 2015, po niespełna trzech latach przerwy, powrócił do drużyny Energi Czarnych Słupsk.
17 grudnia 2018 został z asystenta trenerem głównym STK Czarnych Słupsk.
Česnauskis jest byłym reprezentantem Litwy do lat 20. Wraz z tą kadrą w 2000 roku zajął 10. miejsce w mistrzostwach Europy w tej kategorii wiekowej.

## Osiągnięcia

### Drużynowe
- Mistrz:
  - Ligi Północnoeuropejskiej – NEBL (2002)
  - Polski (2013)
  - Litwy (2002)
- Wicemistrz Polski (2014)
- 3-krotny brązowy medalista mistrzostw Polski (2011, 2015, 2016[11])
- 2-krotny finalista Superpucharu Polski (2013/14, 2014/15)
- Półfinalista Pucharu Polski (2007, 2015, 2016)
- Uczestnik rozgrywek Pucharu Saporty (2002)

### Indywidualne
- Udział w Meczu Gwiazd PLK (2010). Powołany również w 2011 roku – nie wystąpił z powodu choroby.
- Lider:
  - strzelców litewskiej ligi LKL (2005)
  - sezonu regularnego PLK w skuteczności rzutów za 3 punkty (2011)[12]
  - PLK w skuteczności rzutów wolnych (2012)[12]

### Reprezentacja
- Uczestnik mistrzostw Europy U–20 (2000 – 10. miejsce)

### Trenerskie
Drużynowe
- Mistrzostwo I ligi (2021)[13]

Indywidualne
- Trener roku:
  - EBL (2022)[14]
  - Trener roku I ligi (2021)[15]

## Statystyki podczas występów w PLK
- Sezon 2006/2007 (Czarni Słupsk): 30 meczów (średnio 8,2 punktu, 1,8 zbiórki oraz 2 asysty w ciągu 19,6 minuty)
- Sezon 2007/2008 (Czarni Słupsk): 23 mecze (średnio 11,3 punktu, 3,3 zbiórki oraz 3 asysty w ciągu 27,7 minuty)
- Sezon 2008/2009 (Czarni Słupsk): 41 meczów (średnio 9,9 punktu, 2,5 zbiórki oraz 2,4 asysty w ciągu 23,3 minuty)
- Sezon 2009/2010 (Czarni Słupsk): 30 meczów (średnio 13 punktów, 1,8 zbiórki oraz 2,8 asysty w ciągu 25,5 minuty)
- Sezon 2010/2011 (Czarni Słupsk): 32 mecze (średnio 11,2 punktu, 2 zbiórki oraz 1,8 asysty w ciągu 25,1 minuty)
- Sezon 2011/2012 (Czarni Słupsk): 39 meczów (średnio 9,2 punktu, 2,1 zbiórki oraz 2,1 asysty w ciągu 22,9 minuty)
- Sezon 2014/2015 (Czarni Słupsk): 20 meczów (średnio 5,7 punktu, 1,5 zbiórki oraz 1,6 asysty w ciągu 14,5 minuty)
- Sezon 2015/2016 (Czarni Słupsk): 27 meczów (średnio 6,0 punktu, 1,7 zbiórki oraz 1,0 asysty w ciągu 18,2 minuty)